# هليلج جنوبي
هليلج جنوبي (الاسم العلمي:Terminalia australis) هو نوع نباتي يتبع جنس الهليلج من الفصيلة القمبريطية.	سمي هذا النوع بالجنوبي (باللاتينية: australis) نسبة إلى النصف الجنوبي للكرة الأرضية.